# 79-й гвардейский миномётный полк
79-й гвардейский миномётный полк — гвардейское формирование (воинская часть) Вооружённых сил СССР в Великой Отечественной войне.
Полное наименование, после окончания войны — 79-й гвардейский миномётный Черновицко-Берлинский Краснознамённый орденов Суворова, Кутузова и Богдана Хмельницкого полк.

## История
Сформирован в начале июля 1942 в Москве как 79-й гвардейский миномётный полк. В его состав вошли 114-й (до 10.1942, вместо него — 332-й), 331-й и 357-й отдельные гвардейские миномётные дивизионы, имевшие на вооружении реактивные системы БМ-13. После сформирования полк был направлен на Сталинградский (с 28 сентября 1942 Донской) фронт. Впервые в бой вступил 7 августа 1942 в районе станицы Вёшенская в составе 63 армии в ходе Сталинградской битвы. С 9 августа поддерживал соединения 62-й армии, с 12 августа 4-й танковой армии в боях на подступах к Сталинграду. С конца августа участвовал в боях непосредственно за город. В январе 1943 направлен под Москву и в феврале включён в 1-ю танковую армию, в составе которой принимал участие в боях по ликвидации Демянского плацдарма немецко-фашистских войск. В мае был оперативно подчинён 6-й гвардейской армии и поддерживал её войска в оборонительных боях южнее города Обоянь. В начале июля переподчинён 1-й танковой (с 25 апреля 1944 1-я гвардейская танковая) армии, в которой вёл боевые действия до конца войны.
В июле — августе 1943 полк принимал участие в Курской битве. В сентябре в составе армии выведен в резерв Ставки ВГК, в конце ноября включён в 1-й Украинский фронт. В декабре 1943 — январе 1944 участвовал в Житомирско-Бердичевской наступательной операции. В марте в ходе Проскуровско-Черновицкой наступательной операции поддерживал соединения армии при форсировании реки Днестр и освобождении городов Трембовля (Теребовля), Чертков (Чортков), Городенка, Черновицы (Черновцы).
За отличия в боях при освобождении города Черновицы полку присвоено почётное наименование «Черновицкий» (8 апреля 1944).
За образцовое выполнение заданий командования в боях в предгорьях Карпат и при выходе на советско-румынскую государственную границу награждён орденом Богдана Хмельницкого 2-й степени (18 апреля 1944).
В Львовско-Сандомирской наступательной операции полк мощными залпами поддерживал войска армии при форсировании рек Западный Буг, Сан и освобождении городов Перемышль и Ярослав (27 июля).
За проявленные личным составом в боях мужество и высокое воинское мастерство награждён орденом Красного Знамени (10 августа 1944 года). В конце ноября 1944 в составе армии передан 1-му Белорусскому фронту, в котором с небольшим перерывом действовал до конца войны.
В Варшавско-Познанской наступательной операции в январе 1945 полк своими огневыми ударами по опорным пунктам противника создавал условия для успешного наступления соединений армии при развитии прорыва и освобождении 22 января города Гнезен (Гнезно).
За умелые действия и доблесть личного состава награждён орденом Кутузова 3-й степени (19 февраля 1945).
В Восточно-Померанской наступательной операции в марте 1945 успешно поддерживал войска армии при овладении городами Лабес (Лобаз), Шифельбайн (Свидвин), Драмбург (Дравско-Поморске), Регенвальде (Реско), Керлин (Карлино).
За образцовое выполнение заданий командования в боях за эти города и при прорыве обороны противника восточнее города Штаргард (Старгард) награждён орденом Суворова 3-й степени (26 апреля 1945).
Боевой путь завершил в Берлинской наступательной операции.
За отличия в боях при штурме войсками армии Берлина удостоен почётного наименования «Берлинский» (11 июня 1945).
В годы войны за ратные подвиги около 600 воинов полка награждены орденами и медалями.

## Состав
- штаб
- 114-й отдельный гвардейский миномётный дивизион, входил в состав полка до 10. 1942, затем вошёл в состав 84 ГМП, а вместо него — 332 огмдн с 3.08.1944 стал 2-м дивизионом;
- 331-й отдельный гвардейский миномётный дивизион, с 3.08.1944 — 1-й дивизион;
- 357-й отдельный гвардейский миномётный дивизион, с 3.08.1944 — 3-й дивизион;

## В составе
В Действующей армии: 28.09.1942 — 2.02.1943; 28.04.1943 — 9.05.1945;

## Командиры
подполковник Фанталов Геннадий Михайлович (с июля по сентябрь 1942, затем Нач. 2-й АОГ ДонФ), майор / подполковник / полковник Бондаренко Иван Иванович (с 10.1942 — 5.1945, затем ком-р 41 ГМБр), подполковник Вьюнов Василий Андреевич (с 5.1945);
нач.штаба капитан / майор Вьюнов Василий Андреевич (с 1943, в 1945 — зам.ком.полка по с/ч, затем — ком-р полка), майор Табанаков Иван Евдокимович (с 12.1944);
зам.ком.полка по с/ч майор Денисенко Михаил Антонович (1944);
пнш капитан Украинский Василий Трофимович (1944, в 1945 — ком-р д-на);
военком бат. ком-р Степанов (1942);
Командиры дивизионов:
- 331 / 1 — ст. л-т Пануев (10.1942), майор Друганов Б. Н. (с 1944); нш 1-го д-на капитан Трущелев П. В. (1944, в 1945 — ком-р 3-го д-на), капитан Аземшин Александр Дмитриевич (1945);
- 332 / 2 — капитан / майор Друганов Борис Николаевич (с 1944 — ком-р 1-го д-на), капитан / майор Саввин Александр Митрофонович (7.1943, с 1.1945 — ком-р 53 огмдн), капитан Костриков Георгий Иванович (1945, в 9.1944 — пнш полка); нач. штаба капитан Трущелев Пётр Васильевич (7.1943, в 1942 — ком-р бат. 47 огмд, в 1944 — нш 1-го д-на);
- 357 / 3 — ст. л-т Копин А. (1942), капитан / майор Гусев Александр Иосифович (с 1943, с 8.1944 — ком-р 439 огмд), капитан Украинский Василий Трофимович (1945); нш 3-го д-на капитан Капицын Николай Иванович (1945);

## Награды и наименования
| Награды и наименования                | Дата награждения     | За что получена |
| ------------------------------------- | -------------------- | --- |
| почётное наименование «Черновицкий»   | 8 апреля 1944 года   | Почётное наименование присвоено приказом Верховного Главнокомандующего № 082 от 8 апреля 1944 года за отличие в боях при освобождении г. Черновцы                               |
| почётное наименование «Берлинский»    | 11 июня 1945 года    | Почётное наименование присвоено приказом Верховного Главнокомандующего № 0111 от 11 июня 1945 года за отличие в боях при взятии города Берлина                                  |
| Гвардейский                           | июль 1942 года       | Почётное звание присвоено при формировании |
| Орден Красного Знамени                | 10 августа 1944 года | За образцовое выполнение боевых заданий командования на фронте борьбы с немецкими захватчиками и проявленные при этом доблесть и мужество.                                      |
| Орден Богдана Хмельницкого II степени | 18 апреля 1944 года  | За образцовое выполнение заданий командования в боях в предгорьях Карпат и при выходе на советско-румынскую государственную границу и проявленные при этом доблесть и мужество. |
| Орден Суворова III степени            | 26 апреля 1945 года  | За образцовое выполнение заданий командования в боях при прорыве обороны противника восточнее города Штаргард и проявленные при этом доблесть и мужество.                       |
| Орден Кутузова III степени            | 19 февраля 1945 года | За образцовое выполнение боевых заданий командования на фронте борьбы с немецкими захватчиками и проявленные при этом доблесть и мужество.                                      |